# Певнянська сільська рада
Певнянська сільська рада — колишня адміністративно-територіальна одиниця та орган місцевого самоврядування у Янушпільському районі Бердичівської округи, Вінницької та Житомирської областей Української РСР з адміністративним центром у селі Певна.

## Населені пункти
Сільській раді на час ліквідації були підпорядковані населені пункти:
- с. Певна

## Історія та адміністративний устрій
Створена 4 вересня 1928 року в с. Певна Краснопільської сільської ради Янушпільського району Бердичівської округи.
Станом на 1 вересня 1946 року сільська рада входила до складу Янушпільського району Житомирської області, на обліку в раді перебувало с. Певна.
Ліквідована 11 серпня 1954 року, відповідно до указу Президії Верховної ради Української РСР «Про укрупнення сільських рад по Житомирській області», територію ради та с. Певна приєднано до складу Краснопільської сільської ради Янушпільського району Житомирської області.